# Данишевская, Валентина Ивановна
Валентина Ивановна Данишевская (укр. Валентина Іванівна Данішевська; род. 23 марта 1957, Запорожье) — председатель Верховного Суда Украины с 30 ноября 2017 года по 30 ноября 2021 года. Первая женщина на этом посту. Член Высшего совета правосудия на период осуществления полномочий Председателя Верховного Суда.

## Биография
Родилась в Запорожье. В 1977—1983 годах училась на заочной форме в Одесском государственном университете им. И. И. Мечникова по специальности правоведение. Работать начала в 1975 году. В 1992 году начала работать арбитром Арбитражного суда Запорожской области. Была судьёй этого суда до 2001 года, рассматривала дела об обжаловании актов органов государственной власти, корпоративных спорах, банкротстве.
В 2001 году стала директором Центра коммерческого права в проекте Делойт в Украине, а с 2006 года возглавляла благотворительную организацию «Центр коммерческого права».
С 2003 года имеет право на занятие адвокатской деятельностью. С 2009 года также была судьёй постоянного третейского суда при Ассоциации украинских банков. В 2015 году была избрана в состав общественного совета при Министерстве юстиции Украины.
Валентина Данишевская стала судьёй Кассационного хозяйственного суда Высшего суда, созданного после реформы 2016 года.
30 ноября 2017 года состоялось первое заседание Пленума вновь сформированного Верховного Суда, на котором прошло тайное голосование за три кандидатуры на должность Председателя Верховного Суда. Валентина Данишевская получила 67 голосов из 111, Владимир Кравчук — 21, Аркадий Бущенко — 12 голосов.
8 октября 2021 года Данишевская объявила о завершении судейской карьеры, об отсутствии планов выдвижения на новый четырёхлетний срок.
30 ноября 2021 года вышла в отставку.

## Жизненные убеждения
Свою профессиональную карьеру до назначения судьёй Верховного Суда Валентина Данишевская разделяет на три периода: 1) защиту прав предприятий в суде; 2) разрешение споров в качестве судьи; 3) работа над правовыми реформами в экономической сфере. Говорит о себе, что «наделена Господом ощущением справедливости».